# Tour of Hainan 2016
Die 13. Tour of Hainan 2016 war ein chinesisches Straßenradrennen. Das Etappenrennen fand vom 22. bis zum 30. Oktober 2016 statt. Zudem gehörte das Radrennen zur UCI Asia Tour 2017 und war dort in der Kategorie 2.HC eingestuft.

## Wertungstrikots
| Etappe         | Etappensieger    | Gesamtwertung   | Punktewertung   | Bergwertung    | Bester Asiate    | Teamwertung     |
| -------------- | ---------------- | --------------- | --------------- | -------------- | ---------------- | --------------- |
| 1              | Rafael Andriato  | Rafael Andriato | Rafael Andriato | Jingbiao Zhao  | Alexei Luzenko   | Lampre-Merida   |
| 2              | Ruslan Tleubajew | Rafael Andriato | Alexei Luzenko  | Jingbiao Zhao  | Ruslan Tleubajew | Astana Pro Team |
| 3              | Max Walscheid    | Max Walscheid   | Max Walscheid   | Jingbiao Zhao  | Ruslan Tleubajew | Lampre-Merida   |
| 4              | Max Walscheid    | Max Walscheid   | Max Walscheid   | Lucas De Rossi | Ruslan Tleubajew | Lampre-Merida   |
| 5              | Max Walscheid    | Max Walscheid   | Max Walscheid   | Alexei Luzenko | Ruslan Tleubajew | Team Vorarlberg |
| 6              | Matej Mohorič    | Alexei Luzenko  | Max Walscheid   | Alexei Luzenko | Alexei Luzenko   | Lampre-Merida   |
| 7              | Max Walscheid    | Alexei Luzenko  | Max Walscheid   | Ma Guangtong   | Alexei Luzenko   | Lampre-Merida   |
| 8              | Alexei Luzenko   | Alexei Luzenko  | Max Walscheid   | Ma Guangtong   | Alexei Luzenko   | Lampre-Merida   |
| 9              | Max Walscheid    | Alexei Luzenko  | Max Walscheid   | Ma Guangtong   | Alexei Luzenko   | Lampre-Merida   |
| Wertungssieger | Wertungssieger   | Alexei Luzenko  | Max Walscheid   | Ma Guangtong   | Alexei Luzenko   | Lampre-Merida   |